# Josef Dittrich
Mons. Josef Dittrich (26. dubna 1794 Maršov – 5. říjen 1853 Drážďany) byl český katolický biskup, pedagog, bolzanista a apoštolský vikář v Sasku.

## Studium a kněžská dráha

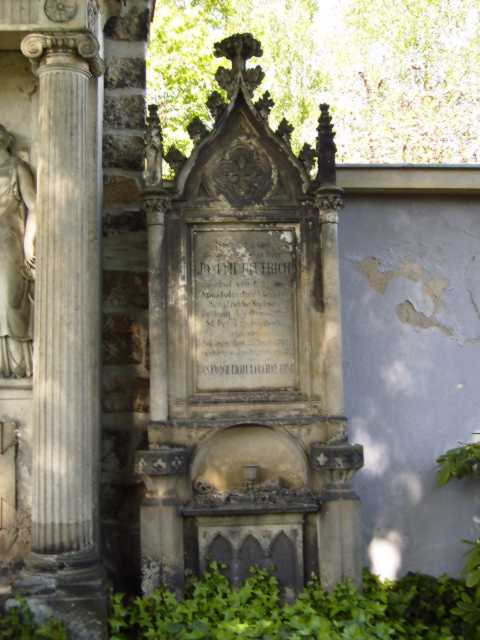
Náhrobek na Starém katolickém hřbitově v Drážďanech

Narodil se v Maršově u Bohosudova ve velmi chudé rodině. Studoval na gymnáziu v Litoměřicích a již roku 1812 vyšla tiskem jeho první odborná práce. Po ukončení filozofie v Praze odešel roku 1815 zpět do Litoměřic. V tamějším semináři patřil k nejoddanějším žákům prof. Fessla, známého bolzanisty.
Právě díky Fesslovi mohl po vysvěcení 20. srpna 1818 nastoupit do „Frintanea“ ve Vídni a mohl tak Fesslovi podávat zprávy o akcích, které proti němu vedl dvorní farář Jakob Frind. Roku 1820 byl v souvislosti s napadením Fessla a Bolzana vyšetřován. Odmítl vypovídat, a byl proto téhož roku z Vídně poslán jako kaplan do Postoloprt na severu Čech. Tam dál působil jako bolzanista.
Zasloužil se též o vysokou úroveň místní triviální školy, kterou navštěvovalo na dvě stě žáků a na níž působil jako katecheta i učitel. Současně byl i velmi aktivní ve vlastní duchovní správě a vynikal zejména jako kazatel. Zajímala ho historie, a proto zpracoval dějiny bývalého postoloprtského benediktinského kláštera Porta Apostolorum. Dopisoval si s Josefem Dobrovským i Václavem Hankou. Roku 1827 mu dal Dobrovský sebou objevený rukopis z 12. století „Historia expeditionis cruciatae Fridericí I.“ Dittrich rovněž podnikal vědecké cesty.
Na Dittricha silně doléhalo společenské klima Rakouska. Proto roku 1824 s radostí přijal funkci ředitele katolické školy v Lipsku, k níž mu pomohl Dobrovský. Tato škola brzo dosáhla pod jeho vedením velkého úspěchu. Roku 1827 přišel Dittrich do Drážďan s úkolem vybudovat další katolickou školu. Jeho nástupcem v Lipsku se stal další bolzanovec kaplan Hanke. Roku 1831 byl Dittrich jmenován dvorním kazatelem a roku 1833 se stal vychovatelem v královské saské rodině.
Rovněž v Drážďanech kázal, organizoval katolický život, vydal svá kázání tiskem (1838). Zvláštní zásluhy získal za budování tzv. misijních stanic v diaspoře. Zaslouženě se stal roku 1844 kanovníkem a o rok později děkanem budyšínské kapituly. Dne 20. dubna 1846 ho papež jmenoval světícím biskupem z Corycus a 10. května téhož roku ho v Praze u sv. Mikuláše konsekroval arcibiskup Alois Josef Schrenk.

## Biskup
Jako biskup věnoval své síly organizaci církve v Sasku. Roku 1851 založil v Budyšíně seminář. Zcela samostatně pečoval i o utlačované Lužické Srby, lhostejná mu nebyla ani jejich mateřština. Díky biskupu Dittrichovi vznikla v Sasku postupně celá bolzanistická škola. Zasloužil se i o postavení nových katolických chrámů v Drážďanech a v Lipsku. Všeobecného uznání došly i jeho zásluhy o povznesení školství. Sám se snažil i nadále vědecky pracovat (dějiny pánů z Koldic), a byl proto v trvalém styku i s V. Hankou.
Úzká spolupráce a přátelství mezi bolzanisty byly tradiční. Dittrich dokonce uvažoval o tom, že přizve prof. Fessla za svého spolupracovníka a poradce. Podpořil též u hraběte Lva Thuna kandidaturu bolzanisty Krejčího na místo arcibiskupa. Když jím byl jmenován kardinál Schwarzenberg, stal se Krejčí generálním vikářem a později světícím biskupem. Biskup Dittrich rovněž výrazně ovlivňoval arcibiskupa Schrenka v Praze.
Některé své práce zanechal Dittrich pouze v rukopise (bolzanistický katechismus atd.)., jelikož pro velkou sebekritiku publikoval jen málo. V létě roku 1853 psal Příchovskému, bolzanisovi, svému příteli a kanovníku v Budyšíně, že mu již odcházejí síly. Zůstal však až do konce života v pilné práci. Zemřel 5. října 1853.